# Cal Vidal (Almoster)
Cal Vidal és una obra d'Almoster (Baix Camp) protegida com a Bé Cultural d'Interès Local.

## Descripció
Edifici situat a la cantonada entre els carrers de la Font i Carreras. Es tracta d'una construcció de tres altures i amb una disposició simètrica dels vans, a través de tres línies verticals i horitzontals. Tres portals d'accés en forma d'arc rebaixat a la planta baixa, es troben alineats amb la línia de finestres del balconeres del primer pis. Aquestes presenten balcons individuals, formats per volades de pedra motllurades i baranes metàl·liques amb decoració de forma geomètrica i serpentejant. Destaquen igualment la línia d'imposta que reflecteix el forjat entre la planta baixa i el primer pis, i la cornisa motllurada que culmina la façana.